# Anthostoma gastrinoides
Anthostoma gastrinoides är en svampart som först beskrevs av W. Phillips & Plowr., och fick sitt nu gällande namn av Pier Andrea Saccardo 1882. Anthostoma gastrinoides ingår i släktet Anthostoma och familjen Diatrypaceae.   Inga underarter finns listade i Catalogue of Life.